# JTBC
JTBC (hangul: 제이티비씨) es un canal de televisión de pago de Corea del Sur, parte de su propiedad es compartida entre diferentes empresas. Sus trasmisiones comenzaron el 1 de diciembre de 2011, a través de las diferentes empresas de televisión por cable y satélite.
Desde enero de 2015, sus instalaciones se ubican en el Digital Media City (DMC) de Seúl. Adicionalmente, el canal posee una señal llamada «JTBC Golf» (JTBC 골프) que emite programas relacionados, campeonatos y partidas de golf.
La misma subsidiaria que opera este canal es el encargado de las transmisiones de JTBC 2, JTBC 3 Fox Sports, JTBC Golf y JTBC Zee TV.

## Propietarios
El accionista mayoritario es Joongang Media Network, Ltd. con 25%, que también posee participación en Cartoon Network, QTV, entre otros. Debido a que la legislación de medios de la República de Corea, no permite que existan medios con participación compartida en que alguno de los accionistas superen el 30% de participación, a esto se debe esta situación.
| Empresa accionista           | Porcentaje |
| ---------------------------- | ---------- |
| Joongang Media Network, Ltd. | 25%        |
| DY Asset                     | 5.92%      |
| JoongAng Ilbo                | 5%         |
| TV Asahi                     | 3.08%      |
| Turner Asia Pacific Venture  | 2.64%      |
| S&T Dynamics Co., Ltd.       | 2.37%      |
| Sungwoo Hitech               | 2.37%      |
| Fundación Seongbo            | 1.18%      |
| Daehan Jegang                | 1.18%      |
| Ace Bed Co., Ltd             | 1.18%      |
| Hanssem                      | 1,18%      |

## Estaciones afiliadas
- Estados Unidos: CNN, FOX, HBO
- Reino Unido: BBC
- China: Shanghái Media Group
- Japón: TV Asahi
- Tailandia: K-channel
- Egipto: Al Masry Al Youm
- Kenia: Standard Group